# IBMのディスク記憶装置
IBMのディスク記憶装置（アイビーエムのディスクきおくそうち）ではIBMが開発したディスク記憶装置の歴史について解説する。そのほとんどはIBMサンノゼで開発されて、一部はIBMロチェスター、IBM藤沢で開発された。
1950年代にIBMによって開拓されたディスク記憶装置の発明はコンピュータ革命の重要な要素であった。ハードディスクドライブの基本的な機械構造はIBM 1301以来変わっていない。ディスクドライブの性能および特性は現在も同じ規格に基づいて測定されている。

## IBM 350

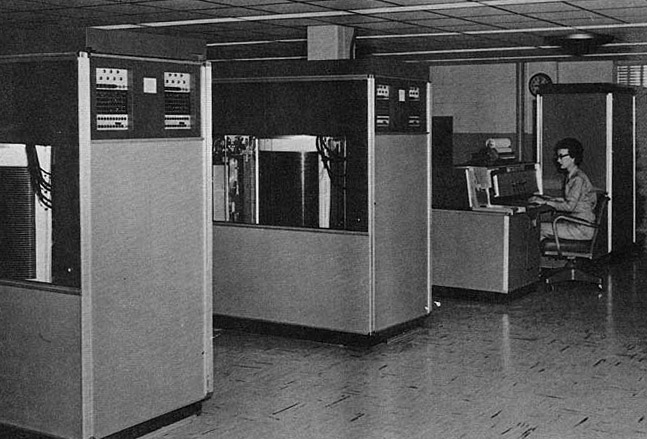
前景の2つのIBM 350ディスクドライブを持ったレッドリバー陸軍補給処のIBM 305

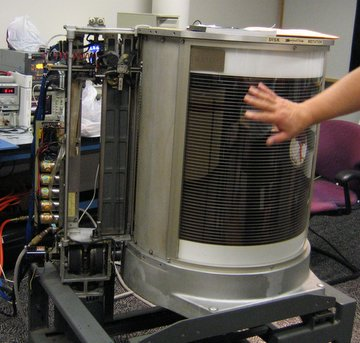
コンピュータ歴史博物館に保管中のRAMACディスクドライブ装置（2006年）

IBM 350はIBM RAMAC 305の一部であり、そのコンピュータはディスク記憶技術を世界にもたらした。IBMは1956年9月13日にRAMAC 305およびRAM 650コンピュータシステムの一部としてIBM 350を公式に発表した。RAMACとはRandom Access Method of Accounting and Controlの略である。
その設計はビジネスにおけるリアルタイム計算の必要性を意図していた。IBM  350は500万字の7ビットでパリティビットを加えた6ビット（文字約4.4MB）を保存した。50枚の24インチ（直径610mm）の磁気ディスクを備え、ディスク表面にはそれぞれ100のトラックがあった。ディスクは1200 rpmで回転し、データ転送速度は8,800ワード/秒だった。2個の独立しているアクセスアームがディスクを選択するためにサーボ制御によって昇降する機構を持っていた。3番目のアクセスアームはオプションであった。
いくつかの改善されたモデルが1950年代に追加された。 IBM 350を搭載したIBM 305 RAMACシステムは月額3,200ドルでリースされた。IBM 350は1969年には公式に販売停止となった。
IBM 350のキャビネット（筐体）は長さ60インチ（152cm）、高さ68インチ（172cm）、奥行き29インチ（74cm）だった。 IBMはその製品がすべて標準29.5インチ（75cm）の戸口を通り抜けなければならないという厳しいルールを持っていた。IBM 350の磁気ディスク（プラッタ）は水平にマウントされたためで、このルールにより搭載されるディスクの最大直径が決定された。
カリー・マンス（IBMのディスク部門を買収した日立グローバルストレージテクノロジーズの副社長）はウォール・ストリート・ジャーナルのインタビューにおいて、「RAMACユニットは1トン以上の重量があり、フォークリフトで動かされなければならなく、大きな貨物機によって運ばれた。ドライブの記憶容量は5MBを越えて増強されたかもしれないが、IBMの営業部はより大きなキャパシティーのドライブを搭載した製品に反対した。」と述べた。
2002年にサンタクララ大学と共同でIBM 350 RAMACの復元を開始し、2005年にはRAMAC復元プロジェクトがコンピューター歴史博物館に移転された。
2006年現在、カリフォルニア州マウンテンビューのコンピュータ歴史博物館に、RAMACディスクドライブ装置が保管されている。但し、オリジナルの制御回路は含まれていない。

## IBM 353
IBM 353はIBM 7030で使用され、IBM 1301と似ているが、より速い転送速度を持つ。容量は2,097,152(=221)の72ビットの単語（64のデータビットおよび8 ECCビット）を125,000ワード/秒で転送された。

## IBM 355
IBM 355は1956年9月14日に人気のあるIBM 650への追加として発表された。IBM 355はIBM 350と同じメカニズムを使用し、10進の数字を600万個格納した。データは、IBM 653磁気コアメモリとの間を相互に転送され、IBM 650のあるオプションにおいては、ディスクまたはテープのデータの一つのセクタに6000億文字を記憶した。

## IBM 1405
IBM 1405ディスク記憶装置（IBM 1405 Disk Storage Unit）は1961年に発表され、中規模のビジネスコンピュータであるIBM 1401シリーズ用に設計された。モデル1は25個のディスクを持ち、1000万文字（6千万bit）を記憶し、モデル2は50個のディスク持ち、2000万文字（12千万bit）を記憶した。ディスクは200トラックあり、5つのセクタに分かれる。セクタ0 - 4は表面、5 - 9は底表面にあり、各セクタで約200文字記憶できる。両モデルともディスクは1200rpmで回転し、モデル2のアクセスタイムは100 - 800msであった。

## IBM 7300
IBM 7300ディスク記憶装置（IBM 7300 Disk Storage Unit）はIBM 7070を使用するために設計された装置である。1959年にモデル2が発表された。IBM 7300にはIBM 350やIBM 355、IBM 1405と同じ技術が用いられている。

## IBM 1301
IBM 1301ディスク記憶装置（IBM 1301 Disk Storage Unit）は1961年6月2日に発表されたIBM 7000シリーズ・メインフレーム・コンピュータおよびIBM 1410用に設計された。単一モジュール容量は2800万文字（168百万bit）であり、IBM 1410コンピュータで使用した場合、モジュール容量は2,500万文字であった。また、IBM 7631ファイル・コントロールをコンピュータに接続することで最大2億8000万文字を記憶することが可能である。モジュールには20枚のディスクに記録面が40面あり、1つの記録面当たり250トラックがあった。IBM 1301モデル1は1つのモジュールを持ち、モデル2は垂直に積み重ねられた2つのモジュールを持っていた。ディスクは1800rpmで回転し、データは9万ワード/秒で転送された。
IBM 350及びIBM 1405の主な進歩は大きな櫛のようなアームを用いることですべての記録面にデータを読み書きするヘッドを外側や内側へ移動させるアームが備わったことである。これにより、ヘッドがアームによってディスクから引っぱり出され、ディスクもしくはアームを動かすことで別のディスクまで移動させる時間が削減された。さらに、ヘッドが待機する位置をディスクの外側の端ではなく、ディスクの中間地点にすることで目的のトラックへのアクセスはさらに速くなりアクセスタイムは最大180ms短縮された。
IBM 1301の更なる特徴はディスクの表面上の空気の薄い層の上に沿って空気力学的に浮上して飛ぶことを目指したヘッドであった。記録面からわずかの位置にまでヘッドを接近させることが可能となりパフォーマンスを改善した。
IBM 1301モデル1はリースが月額2,100ドル、購入が115,500ドルであった。モデル2の価格はリースが月額3,500ドル、購入が185,000ドルであった。また、IBM 7631コントローラーの追加費用はリースが月額1,185ドル、購入が56,000ドルであった。 全てのモデルは1970年に販売終了となった。

## IBM 1302
IBM 1302ディスク記憶装置（IBM 1302 Disk Storage Unit）は1963年9月に発表された。容量はIBM 1301と比較して4倍に改善され、モジュール当たり1億1700万の6ビット文字まで記憶できた。平均アクセス時間は165msで、18万ワード/秒とIBM 1301の2倍以上の速度でデータを転送できた。2番目のアームが250のトラックの別のグループにアクセスした。IBM 1301のキャパシティの2倍を備えたモデル2があった。IBM 1302モデル1の費用は月額リースが5,600ドル、購入が252,000ドルであった。モデル2の価格は月額リースが7,900ドル、購入が355,500ドルであった。IBM 7631コントローラーの追加費用は月額リースが1,185ドル、購入が56,000ドルであった。IBM 1302は1965年2月に販売終了となった。

## IBM 1311

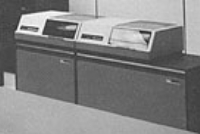
IBM 1311ディスクドライブ-モデル2（スレーブ）とモデル3（マスター）

IBM 1311ディスク記憶装置（IBM 1311 Disk Storage Unit）は1962年10月11日に発表され、中規模な商用および科学計算機用のコンピュータ向けに設計された。IBM 1311はトップローディング方式の洗濯機のサイズ及び形状であり、IBM 1316に200万文字（12百万bit）を記憶した。IBM 1311の7つのモデルは1970年代初めに販売終了となった。
ドライブ1（マスタードライブ:モデル1、3、4および5）は追加の電源装置および制御回路を含み、他のドライブ（スレーブドライブ:モデル2）より幅広かった。
- モデル1 - IBM 1440、IBM 1460あるいはIBM 1240システムには、ドライブ1が必須だった。 含まれるコントローラーは最大4個のモデル2ドライブを制御できた。1962年10月11日に発表され、1971年2月8日に販売終了となった。
- モデル2 - スレーブ・ドライブは、マスター・ドライブ（ドライブ1）が持つ全てのオプション機能（後述）を持っていた。1962年10月11日に発表され、1975年1月6日に販売終了となった。
- モデル3 - IBM 1620あるいはIBM 1710システムには、ドライブ1が必須だった。含まれるコントローラーは最大3個のモデル2ドライブを制御できたが、オプション機能（後述）はサポートされなかった。1962年10月11日に発表され、1971年5月12日に販売終了となった。
- モデル4 - IBM 1401システムには、ドライブ1が必須だった。 コントローラーを牽制し、4つまでのモデル2ドライブをコントロールすることができた。 1962年10月11日に発表され、に1971年2月8日販売終了となった。
- モデル5 - IBM 1410、IBM 7010あるいはIBM 7740システムには、ドライブ1が必須だった。含まれるコントローラーは最大4個のモデル2ドライブを制御できた。ダイレクトシーク（直接検索）は、このモデルから標準となった。1963年 1月7日に発表され、1971年5月12日に販売終了となった。
- モデル6 - 1968年3月5日に発表され、1971年2月2日に販売終了となった。
- モデル7 - 1968年3月5日に発表され、1971年2月2日に販売終了となった。

オプション機能
- ダイレクトシーク（直接検索）: このオプション無しの場合、全てのシークはトラック0に戻る。
- スキャンディスク: 識別子や状態の自動で素早い検索を行う。
- シークオーバーラップ: シークオーバーラップを有効にすると他の何回かの読み取りや書き込みを1回で行える。
- トラックレコード: 大きなレコードにおいてセクターを使わずにトラック単位で記録することによりキャパシティを増加させた。

IBM 1316ディスク・パック（IBM 1316 Disk Pack）は高さ4インチ（100mm）、重さ10ポンド（4.5kg）であり、直径14インチ（360mm）のディスクを6つ持つ。記憶面は10面で外側2面は記憶面として使用しない。記録面はそれぞれ100のトラックと20のセクタがあり、セクタはそれぞれ100文字を記憶した。ディスクは1500rpmで回転した。

## IBM 2302
IBM 2302はIBM 1302のsystem/360バージョンであり、7000シリーズアーキテクチャというよりもSystem/360 DASDアーキテクチャに従ってフォーマットしている。

## IBM 2305
IBM 2305直接アクセス記憶装置（IBM 2305 Direct Access Storage Facility）は当初、IBM 2880ブロックマルチプレクサチャンネルを用いてSystem360/モデル85とSystem360/モデル195に接続するために1970年に発表されたHDD。
IBM 2305モデル1は2バイトチャンネルインターフェイスを取り付けると3MB/秒で動作し、大型のIBM 2305モデル2は1.5MB/秒で動作する。
IBM 2305はIBMの大規模コンピュータに標準的な情報量を継続的なアクセスで高速に提供した。その能力及び高いデータ転送速度はシステム常駐機能やテンポラリファイル、インデックスとデータセットなどに使用され理想的な環境を実現させた。また、応答時間も速い為、高い負荷のかかるシステムのページング装置としても利用された。

## IBM 2310

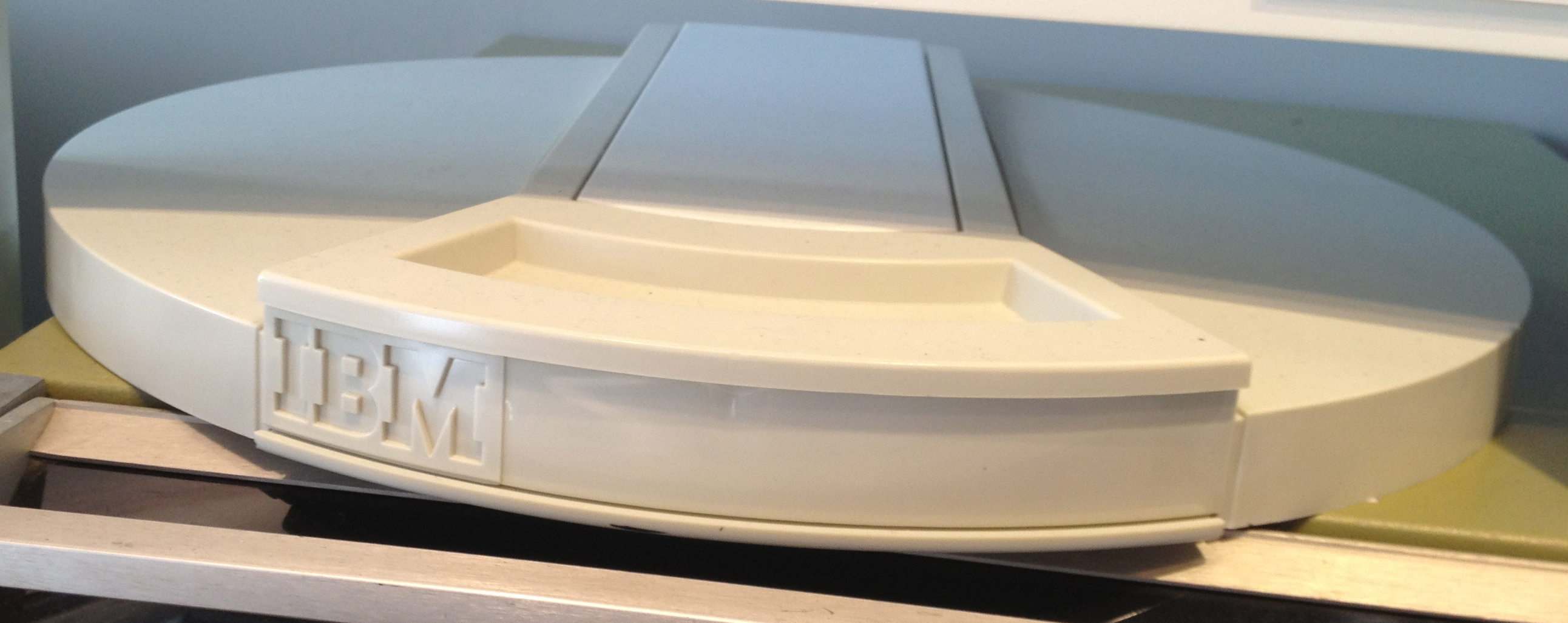
IBM 2315カートリッジ

IBM 2310 ディスク記憶装置（IBM 2310 disk storage unit）は1964年にIBM 1800と共に発表され、1965年後半にIBM 1130と共に出荷された。データの記憶にはIBM 2315 ディスク・カートリッジを使用した。
- モデルB1 - ランダム・アクセス機能のIBM 1130に追加[18]
- モデルB2 - 1133チャネルのマルチプレクサをIBM 1130に追加[18]

IBM 2315 ディスク・カートリッジ（IBM 2315 Disk Cartridge）は単一の14インチ（360mm）であり、酸化物で被覆されたディスクである。
読取り/書込みのアームと2つのヘッドを備え、磁気記録面を2つ有し、51万2000文字（1,024,000バイト）を保存することができた。回転数は毎分1500回転。

## IBM 2311

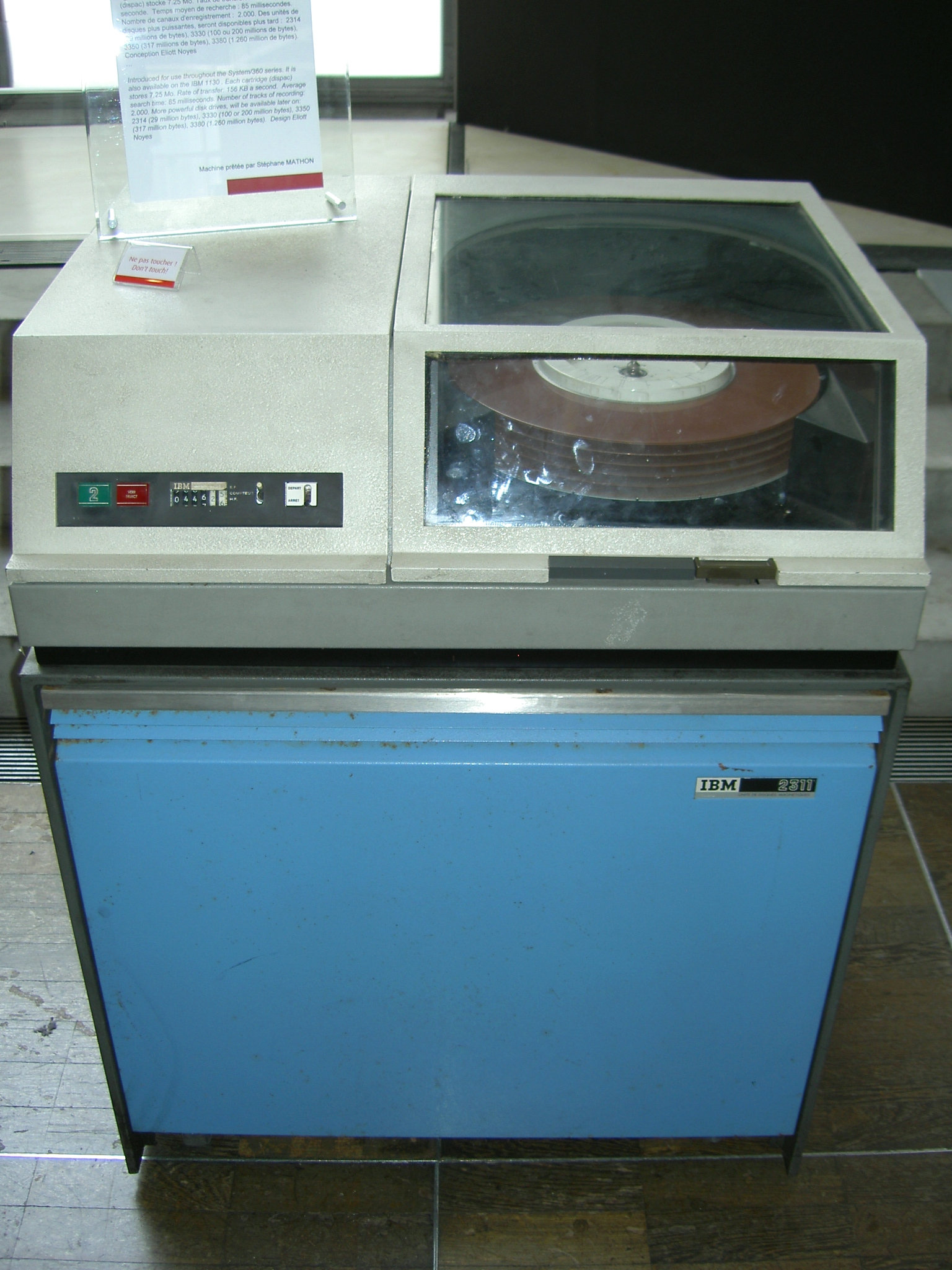
6個のプラッターを備えたIBM 2311 記憶装置

IBM 2311直接アクセス記憶装置（IBM 2311 Direct Access Storage Facility）はSystem/360シリーズを通した用途のために1964年に発表された。IBM 2311はIBM 1130およびIBM 2841記憶制御装置を使用し、IBM 1800で利用可能だった。IBM 2311のメカニズムはIBM 1311と大部分は同一だったが、記録の改良により、より高いデータ密度を実現した。 単一のユニットとして回転した6つのプラッタから構成され、IBM 1311の上で使用される同じタイプのIBM 1316ディスク・パックを使用し、231億1725万バイトを保存することができた。 記録する表面はそれぞれ200のトラックをプラスにし、不完全なトラックが発見された場合、代わりに使用することができる3つのオプショントラックは平均検索時間85ms、データ転送割合は156KB/秒だった。
IBM 2311には10のヘッドが搭載されたアクチュエータがあり、ヘッドは記録をする前に油圧式および機械式で動くアクチュエータによって記録するトラックに移動させられた。IBM 2311はシリンダ、トラックおよびレコードへ組織された。シリンダはすべての表面を5つのプラッタの各々上の同じトラックを指し、レコード0はタイミングのために取っておいた。
IBM 2311はSystem/360シリーズ内の各種モデルで使用できるようにその電気的な相互接続が標準化された（System/360によるコンピュータファミリーと周辺機器接続規格の標準化）。これは他のメーカーがIBMのコンピュータに接続し使用するためのプラグ・コンパチブルなディスクドライブを売る機会を作り、互換周辺機器市場が生まれた。

## IBM 2314/2319

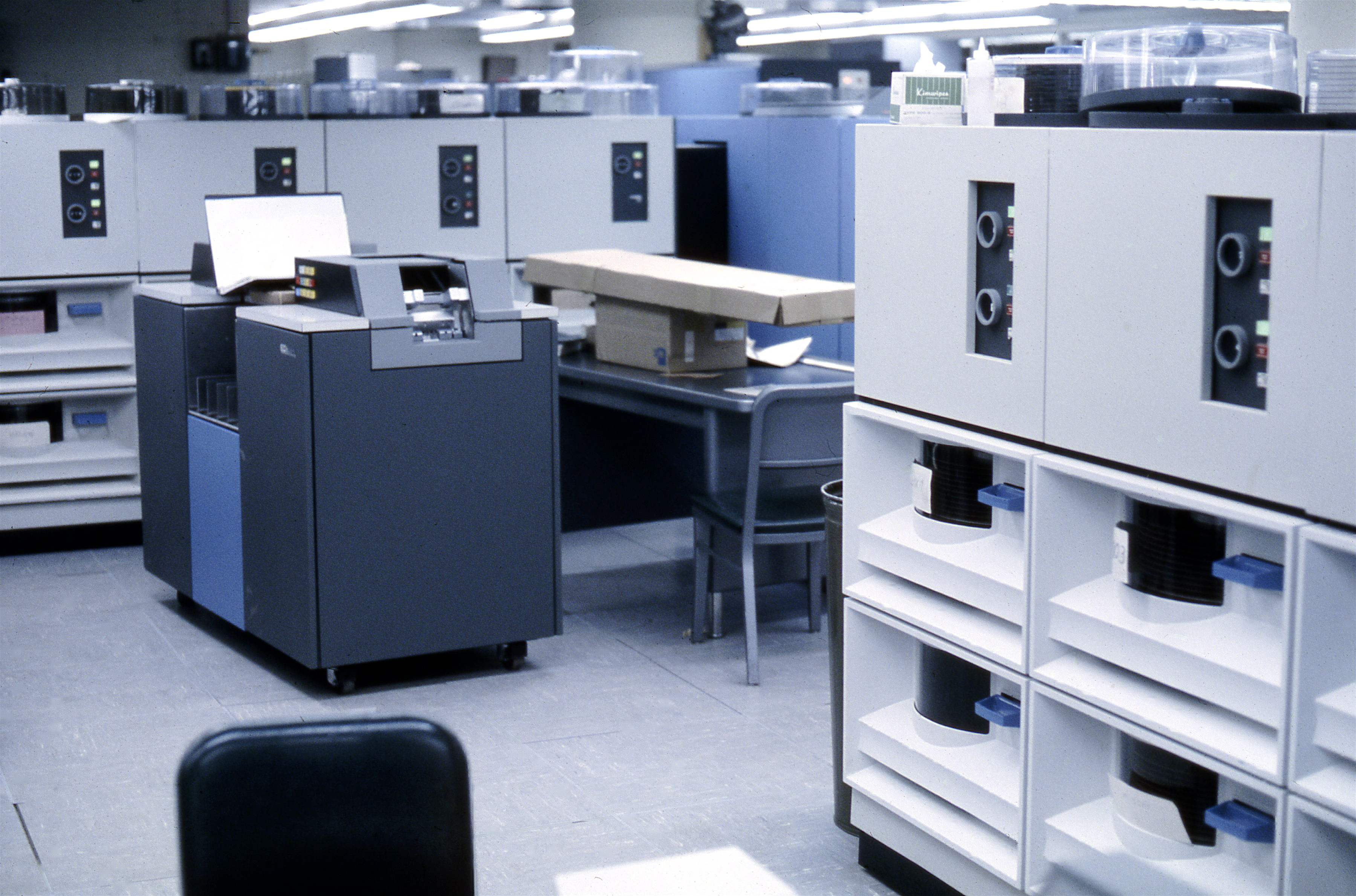
IBM 2314

IBM 2314ディスクアクセス記憶装置（IBM 2314 Disk Access Storage Facility）は1965年4月22日に発表されたSystem/360の1年後に発表された。System/360およびSystem/370ラインと共に使用された。IBM 2314のディスクアクセスメカニズムはIBM 2311に似ていたが記録方法を改良することによりデータ密度はより高くなった。また、IBM 2314はIBM 1316と設計が似ており、共に2917万6000文字（1つのトラック当たり200×20×7294バイト）の保存が可能であった。
1965年4月22日に発表されたモデル1はIBM 2314コントロールユニット、IBM 2312シングルドライブモジュール、2つのIBM 2313フォードライブモジュールから構成された。
9つのうち、8つのドライブが常時利用可能であり、残りのドライブはスペアであった。また、外観から「ピザ・オーブン」という愛称を付けられた。
- IBM 2314モデルAシリーズ - IBM 2312、IBM 2313、IBM 2318ディスク記憶装置をIBM 2314に追加することで拡張することが可能であった[19]。また、System/370モデル135から195及びSystem/360モデル30から195に直接アクセス記憶を提供し、1から9のストレージモジュールを提供した[20]。
- IBM 2314モデルBシリーズ - System/370及び、System/360モデル30から195（モデル44を除く）に低価格のダイレクトアクセスストレージを提供した。
- IBM 2314 DASF-Bシリーズ - IBM 2314ストレージコントロールモデルB1とIBM 2319ディスク記憶装置モデルB1とB2の組み合わせから構成された。

IBM 2312ディスク記憶装置（IBM 2312 Disk Storage）はディスク記憶装置を機器に追加することで2,917万バイトの記憶領域を追加できた。
IBM 2313ディスク記憶装置（IBM 2313 Disk Storage）は4つのディスク記憶装置を機器に追加することで5835万バイトの記憶領域を追加できた。
IBM 2316ディスクパック（IBM 2316 Disk Pack）は直径14インチ（360mm）のディスクが11枚、記録面が20面あり、2917万6000文字の保存が可能であった。ドライブアクセスは20のヘッドが搭載されたアクチュエータにより行なわれ、ヘッドは油圧式および機械式で動くアクチュエータによってアクセスするトラックに移動させられた。記録面にはそれぞれ200トラックあり、初期のアクセスタイムはIBM 2311と同様であったが、後のモデルでは油圧アクチュエータの改良により速くなりデータ転送率は310KB/秒と2倍になった。
IBM 2318ディスク記憶装置（IBM 2318 Disk Storage）は2つのディスク記憶装置を機器に追加することで1億1670万バイトの記憶領域を追加できた。
IBM 2319ディスク記憶装置（IBM 2319 Disk Storage）はディスク・ストレージ・モジュールを含む装置であり、平均アクセス時間は60ms、データレートは312,000バイトであった。また、IBM 2319モデルB1、B2では、記憶媒体としてIBM 2316ディスクパックを使用していた。

## IBM 2321
IBM 2321 データ・セル（IBM 2321 Data Cell）は1964年4月にIBM System/360のコンポーネントの一つとして発表された。IBM 2321は最大10個のリムーバブルで交換可能なデータ・セルを収容した。データ・セルはそれぞれ200枚の小さな磁気テープ片を含んでおり、基礎的な記録媒体であった。400MBまたは800MBの記憶容量があり、3GB以上の容量も許可し、IBM 2841に8つまでIBM 2321を付けることができた。また、データ・セルは23Lの潤滑油を必要とする装置であった。但し、ビンを抜き取って読み込んではビンを返すような事に対しては対応できなかった。
IBM System/360のオペレーティング・システムであるOS/360は直接アクセス記憶装置として、最初のバイトが0であるOBBSCH（16進）形式のアドレスを求め、残りはビンやストリップ、シリンダやヘッダに書き込んだ。
リムーバブルの磁気片は柔かく、ラザーニア・ヌードルに似ていた為、「ヌードル・ピッカー」（noodle picker、ヌードルを摘むもの）とも呼ばれていた。

## IBM 3310
IBM 3310直接アクセス記憶装置（IBM 3310 Direct Access Storage Device）は1979年1月30日にIBM 4331ミッドレンジコンピュータ専用のアクセス装置として導入された。それぞれのドライブには64.5MBの容量があり、DOS/VSEとVM上で使用された固定長ブロックアーキテクチャ（FBA）であった。また、System/370において唯一サポートした。

## IBM 3330

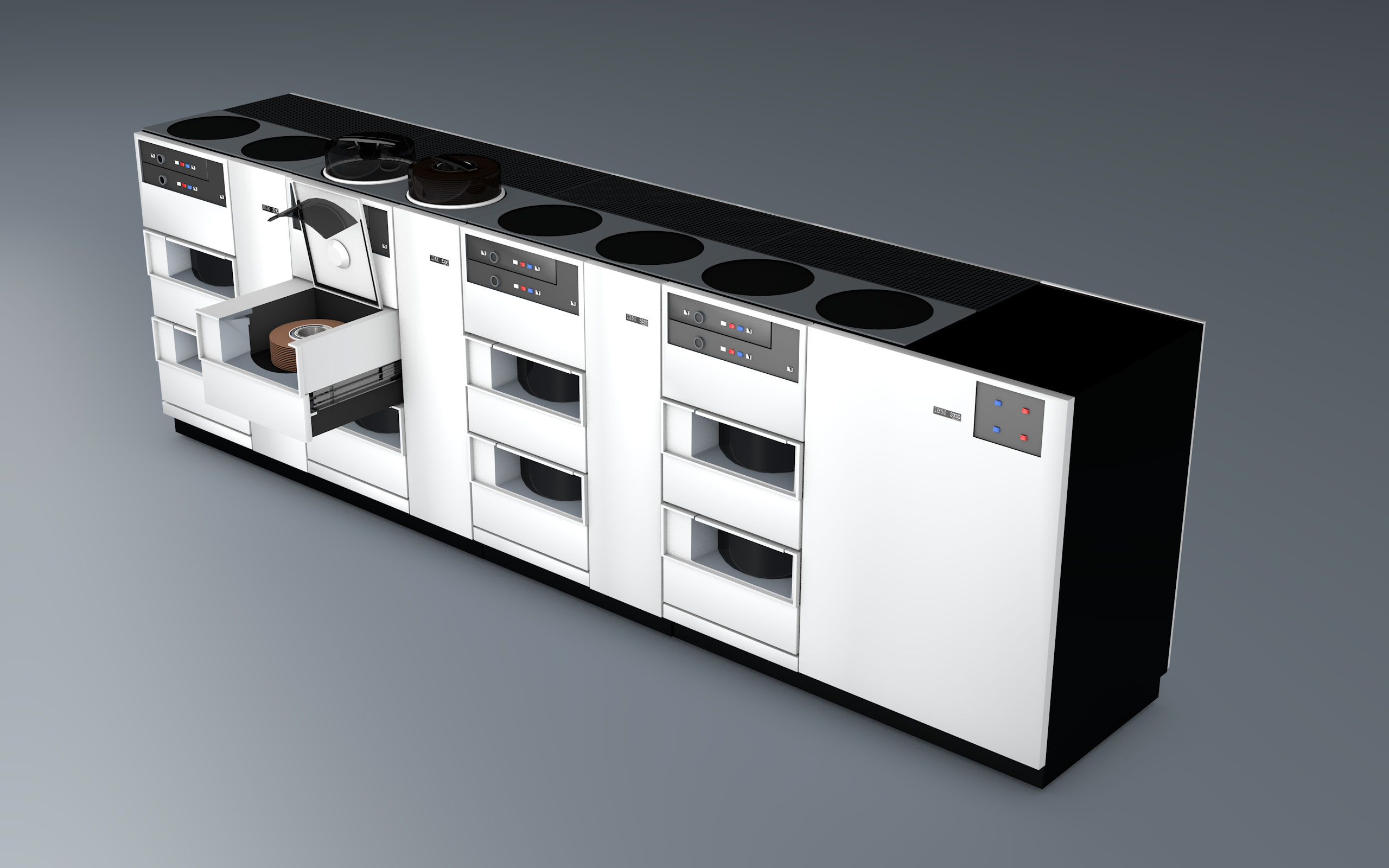
IBM 3330とIBM 3333（右端）とディスクパックの3Dイメージ

IBM 3330直接アクセス記憶装置（IBM 3330 Direct Access Storage Facility）はコード名マーリンと呼ばれ、1970年6月にIBM System 370およびSystem/360モデル195用に発表された。そのリムーバブルディスクパックIBM3336は、100MB（404×19×13,030バイト）、平均シーク時間30ms、ディスク回転速度3,600rpmであった。また、1973年に発表されたモデル11には記憶媒体としてIBM 3336-11ディスク・パックを用いた。
IBM 3330で発表された大きな進歩はエラー訂正機能の採用でディスク表面の小さな欠陥に耐えられるようになったため、ドライブの信頼性がより向上し、コスト削減できるようになった。その機能によって11ビット長以内のエラー発生を修正することができるようになった。IBM 3330は1983年に販売終了となった。
IBM 3336ディスクパック（IBM 3336 Disk Pack）はリムーバブルメディアである。容量は100MB（404×19×13,030バイト）。IBM 3336-11 ディスクパックは200MB（808×19×13,030バイト）、アクセスタイムは30ms、データ転送率は806KB/秒であった。

## IBM 3333
IBM 3333ディスク記憶装置（IBM 3333 Direct Storage）モデル1には、2つのディスク・ドライバーが含まれており、制御装置へのインターフェースを提供している。
IBM 3333モデル1またはモデル11においては、モデル2またはモデル11の任意の3つまでの組み合わせをIBM 3330モジュールを取り付けることができる。

## IBM 3340
IBM 3340直接アクセス記憶装置（IBM 3340 Direct Access Storage Facility）は別名ウィンチェスターと呼ばれ、1973年3月にIBMのSystem/370用に発表された。そのリムーバブルディスクパックは密閉され、ヘッドおよびアームの部品を含んでいた。挿入作業の際に外すカバーはなかった。アクセスタイムは25ms、データ転送率は885KB/秒だった。3バージョンのリムーバブルなIBM 3348データ・モジュールが販売され、1つは35MB容量、2番目は70MB容量、3番目は同じ70MB容量だがより速いアクセスのため別の固定ヘッドを持つ500KBが付属していた。また、IBM 3340は誤り検出訂正を備えていた。IBM 3340は1984年に販売終了となった。
IBM 3340はKen Haughtonのリーダーシップの下、サンノゼで開発された。初期には2つのリムーバブルな30MBのモジュールの設計に集中した。この30/30構成により、コードネームが有名なウィンチェスター 30-30 ライフルよりとられた。後に容量は増加したが、コードネームの「ウィンチェスター」は通称として残った。
この製品の重要性、およびディスクドライブ一般が「ウィンチェスター技術」として知られるようになった理由は製品の構成とは全く関係がなかった。これはメディアからヘッドをアンロードしないIBMの最初のドライブだった。ウィンチェスター技術はディスクの回転や上下につれて、ヘッドがディスクメディアへ着陸または離陸することを可能にした。これはヘッドやアームの複雑な動作メカニズムを劇的に削減した。この方式は急速にディスク製造業界の標準設計となった。

## IBM 3350
IBM 3350直接アクセス記憶装置（IBM 3350 Direct Access Storage Facility）は別名マドリッドと呼ばれ、1975年にIBMのSystem/370用に発表された。その非リムーバブル・ディスク・パックはヘッドおよびアームアセンブリーを含め、密閉されていた。IBM 3350のディスク設計はトラック当たり555のシリンダー、30のヘッド、19,069バイトであり、ヘッド・ディスク・アセンブリ(HAD)では317,498,850バイトの記憶容量を実現した。ディスク・ユニットは、A2、A2F、B2、B2F、C2およびC2Fと識別された。それぞれのユニットは2つのHDAを含み、「ストリング」として導入された。A2またはA2Fは接続にIBM 3880などの「制御装置」が必要とされた。A2には最大3台のB2やC2が接続できた。C2ユニットはまた、ストリングで同時に2つのI/O操作の実行を可能にするように、制御装置と接続して同じ場所で使用することができた。「x2F」ユニットは、通常のx2ユニットだが、その2つのHDAはさらに「固定ヘッド」領域を最初、5のシリンダ上に持っていた。この固定ヘッドエリアはHASPかJES2のチェックポイントエリアに割り当てられるように意図され、装置上のヘッドの動作を劇的に削減した。この写真（IBM 3350）でのIBM 3350 A2/B2/B2ストリングの背景にあるのは370/165と370/168で使用されているIBM 3066コンソールである。

## IBM 3370
IBM 3370直接アクセス記憶装置（IBM 3370 Direct Access Storage Device）は1979年1月にIBM 4331、IBM 4341、およびSystem/38のミッドレンジコンピュータ用に発表された。7枚の固定の14インチ（360mm）のディスクを持っており、また、各ユニットの容量は571MBで、薄膜ヘッド技術を使用したHDDであった。1960年代後半にT.J.ワトソンの研究所で固定ブロックアーキテクチャディスク装置の研究が行われ、System/370のOSに対応したDOS/VSEとVMがFBAデバイスとして使用された。

## IBM 3375
IBM 3375はIBM 3370の姉妹ユニットであり、カウントキーデータ方式として使用された。また、OS/360で必要とされた。

## IBM 3380

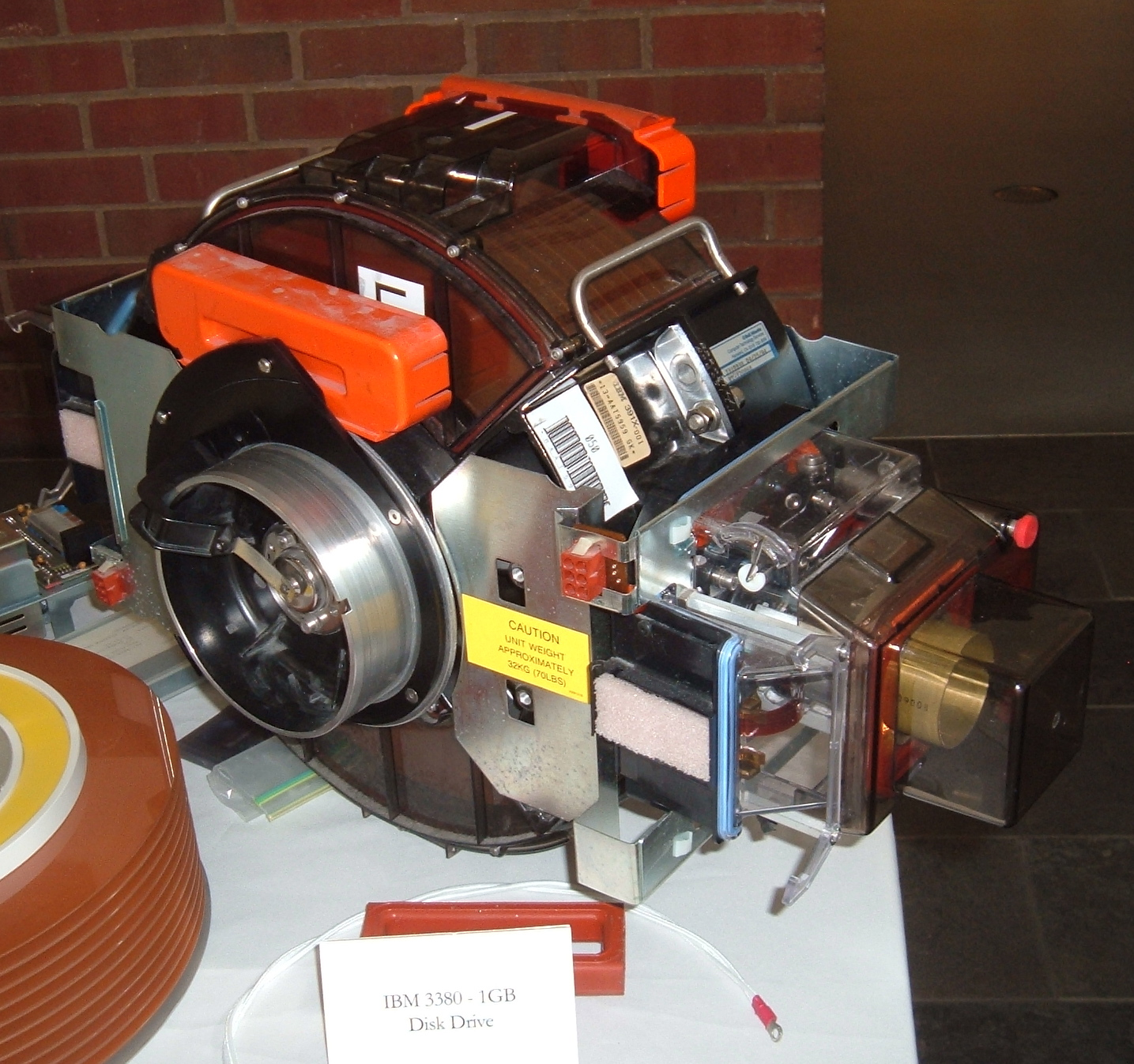
IBM 3380 のディスクドライブモジュール

IBM 3380直接アクセス記憶装置（IBM 3380 Direct Access Storage Device）は1980年6月に発表された。これは新しいフィルムヘッド技術を使用し、容量は2.52GB、データ転送率は3MB/秒、平均アクセス時間は16msだった。発表時の購入価格は81,000ドルから142,200ドルであった。問題が発生したため、最初のユニットは1981年10月まで出荷されなかった。

## IBM 3390
IBM 3390直接アクセス記憶装置（IBM 3390 Direct Access Storage Device）のシリーズは1989年11月に発表され、複数のドライブによる1つのストリングで、最大で22GBまでの記憶容量を提供した。費用は構成や容量により、90,000ドルから795,000ドルであった。1991年8月11日発表のモデル3はドライブファミリーを拡張し、容量を約1.5倍に拡張した。そしてモデル9は1993年3月20日に発表され、1つのドライブボックスで34GBの容量を提供した。

## IBM 9345
IBM 9345ハードディスクドライブ（IBM 9345 Hard Disk Drive）はカリフォルニア州サンノゼの研究所で開発され、MRヘッドを初めて使用し、130mmのディスクを8枚用いた5.25インチHDDであり、最大容量は1.5GB。1990年11月にIBMs SCSEのRPQとして出荷された。
1991年10月にIBM 9345 DASDがチャンネル付属していたIBM 9340の一部とES/9000ファミリーがIBMメインフレームに付属していたカウントキーデータDASDサブシステムファミリーを発表した。
モデル2のHDD（1.5GB）を2台設置している間、IBM 9345 DASDのモデル1のHDD（1.0GB）を2台設置していた。
IBM 9340/9345は実用的なアプリケーションとして、IBM 3390よりブロック長が短く、IBM 3990のRAMキャッシュが無いIBM 3990/3390と機能的に等しかった。
OSのI/Oスーパーバイザ構成要素には初期化演算子（IECCINT）という特徴があり、他のDASD装置タイプにもサービスを提供された。OSは初期化時IBM 9340の不揮発性キャッシュを持たず、IBM 9345の既定容量より小さいトラック容量を持ち、初期化演算子によってIBM 3990/3390と異なる装置タイプを割当てた。

## IBM 9330ファミリー

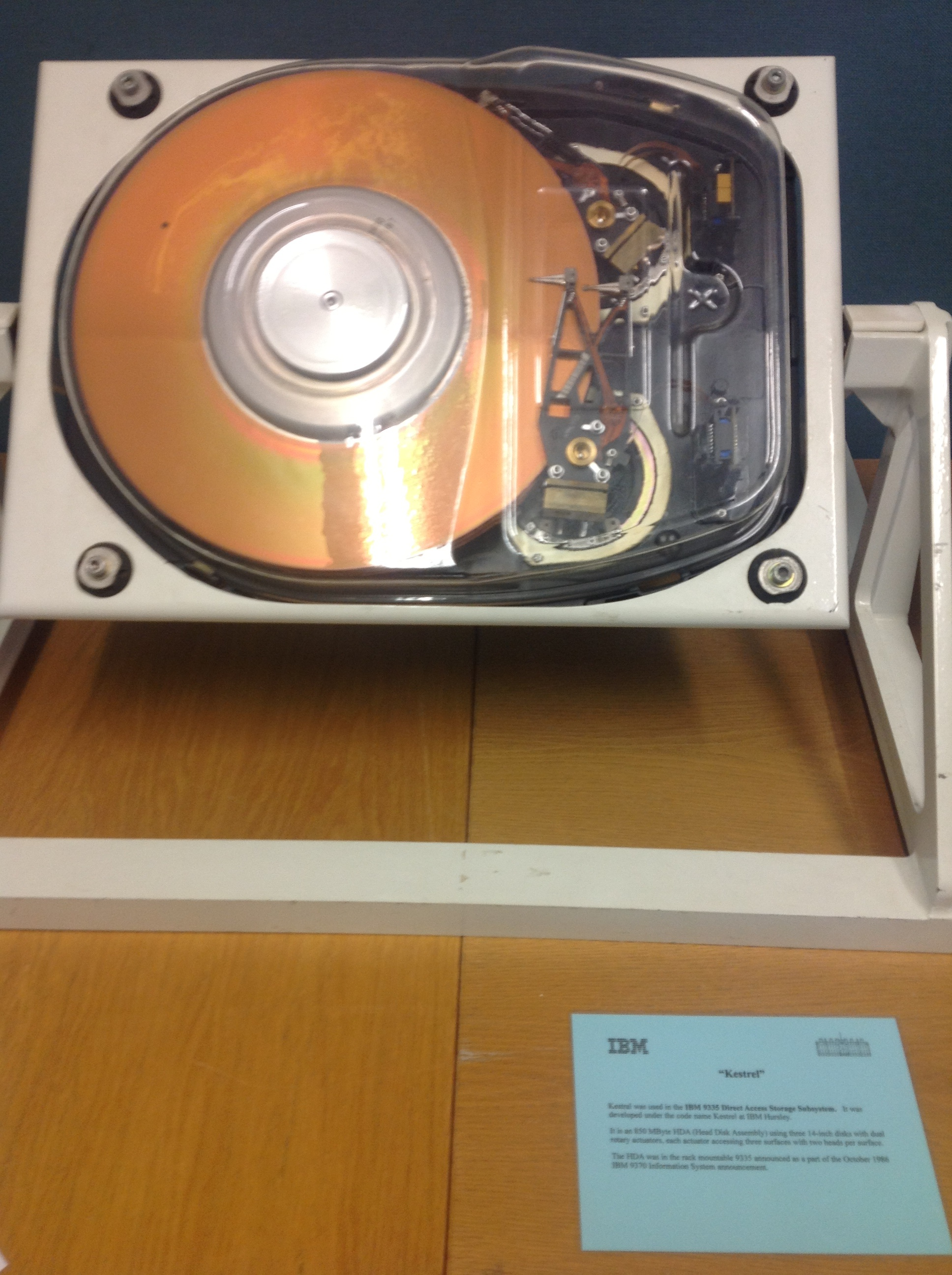
9335 ドライブ

- IBM 9331ディスク装置のモデル1とモデル11は、8インチFDDをモデル2とモデル12の5.25インチFDDを含有していた。
- IBM 9332直接アクセス記憶装置はIBM 0667ハードディスクドライブを用いたもの[33]。
- IBM 9333高性能ディスクサブシステムはモデルに応じてIBM 0664またはIBM 0681HDDが使用された。
- IBM 9334ディスク拡張ユニット
- IBM 9335HDDは直接アクセス記憶装置のサブシステムに用いられた。容量は850MBで、14インチのディスクを3枚用いていた[34]。また、1986年10月にIBM 9370情報システムの一部として発表された[35]。
- IBM 9336ディスク装置はIBM 0681HDDが用いられた[36]。
- IBM 9337ディスクアレイサブシステムはIBM 0662またはIBM 0663HDDが用いられた[36]。

## IBM 5444
IBM 5444はSystem/3の一部としてイギリスのIBMハーズレイ開発研究所で開発され、1969年に発表された。
カートリッジは14インチディスクから構成され、以下3つのモデルが存在した。
- モデル1 - ハードディスク1つとリムーバブルディスク1つの合計容量1.23MB
- モデル2 - ハードディスク1つとリムーバブルディスク1つの合計容量2.46MB
- モデル3 - リムーバブルディスク1つの容量2.46MB

## IBM 62GV
IBM 62GVはコード名ガリバーとしてIBMハーズレー開発研究所で開発され1974年5月に発売された。初期の容量は5MBであったが、それ以降のモデルでは14インチディスクを用いて10MBまたは14MBの容量があった。

## IBM 0680
IBM 0680はIBM 3310直接アクセス記憶装置をSystem/370のローエンドとして1979年に発売され、OEM版は1981年9月にIBM 0680として発表された。
また、容量が2倍の62SWが1984年6月に発売されたが、1MBあたり62GVと同じ価格と高価だったため、少ししか売れなかった。

## IBM 0676
IBM 0676はIBM System/23 Datamaster用のディスク記憶装置として、1982年11月に発売された 。
8インチHDDが2つで15MB、4つで30MBの容量があった。
System/36モデル5360 システム装置として1983年に発売され、翌年にはトラックの数を2倍にしたSystem/36モデル5362 システム装置として発売された。

## IBM 0665

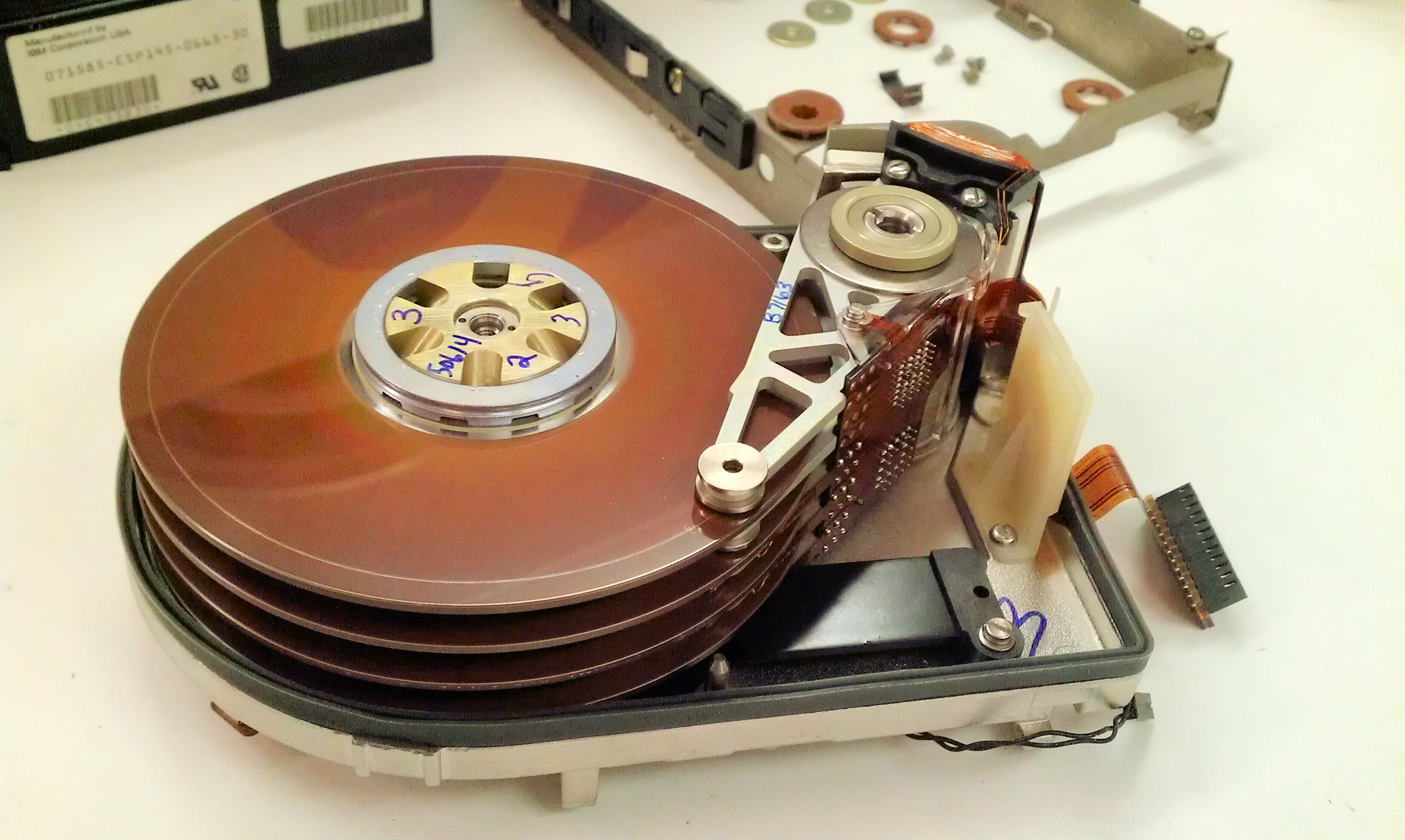
IBM 0665 30MB HDD

IBM 0665はPC/AT用のシステム装置として1985年10月に発売された。
容量20MB、30MB、44MBの5.25インチ（133mm）HDDは、コード名ピクシーとしてIBMのロチェスター（Rochester）研究所で開発された。

## IBM 0667
IBM 0667は1986年8月に発表され、ESDIが付いた容量70MBの5.25インチHDDは、コード名グラントとしてIBMのロチェスター研究所で開発された。
また、IBM RT-PCモデル6150、6151、6152の特定機能としてSystem/36モデル5363、5364 システム装置に用いられた。

## IBM 0669
IBM 0669は1987年に発表され、容量115MBの5.25インチHDDは、コード名グラント プライムとしてIBMのロチェスター研究所で開発された。

## IBM 0671
IBM 0671は1987年に発表され、容量316MBの5.25インチHHDはコード名リーとしてIBMのロチェスター研究所で開発された。
また、ディスクの記録面に金属膜を初めて用いたディスクである。
1988年、このHDD 2-3つから構成されるIBM 9404 システムユニットをIBM AS/400システムの一部として出荷した。

## フロッピーディスクドライブ
IBMの別の重要な革新的な製品としてフロッピーディスクドライブがある。1971年に最初に読み出し専用のプログラム・ロード装置として8インチのフロッピーディスクドライブを発表した。
1973年にはIBMが3740のデータ・エントリ・システムの一部として、最初の読み取り・書き込みフロッピーディスクドライブを出荷した。 IBMは、8インチフロッピーディスクドライブの初期の規格を確立したが製品を積極的に販売しなかった。その結果、フロッピーディスクはその後はIBMから離れて発展した。

## HGST以降のディスク記憶装置
IBMは2002年に日立製作所にディスクドライブ部門を売却し、同社の当該部門と統合され「日立グローバルストレージテクノロジーズ」（日立GST、HGST）となった（その後同社は2012年3月8日にウェスタン・デジタルに売却され社名を略称のひとつであった「HGST」と改めた上、2018年3月15日のウェスタン・デジタルの企業ブログにおいてHGSTブランドのドライブ製品を随時ウェスタン・デジタルブランドに移管していく方針を表明、HGSTブランドの消滅が示唆された。なお、ウェスタン・デジタルは1998年にGMRヘッド等IBMの技術を使用する権利を得ている）。
IBMが最期に発表した3.5インチハードディスクドライブ製品は 2002年10月の Deskstar 180GXP で、7200rpmで回転する3枚の直径3.5インチプラッタ（60GB/枚）上に180GBのデータを格納した。当時の価格は約400米ドルであった。
2009年現在、3.5インチHDD一つのパッケージに約2兆バイト（2TB）のデータを格納するまでになっている。日立GSTの Deskstar 7K2000 ハードディスクドライブは、5枚のプラッタに2TBのデータを格納し、シリアルATAバス上に最大300MB/秒の転送速度を持ち、平均検索時間は8.2msである。装置の重さは740g。 発売当初の価格は約200米ドル。
すべてのハードディスクドライブはIBM 1316ディスク装置の技術的延長上にある。特に、HGST製のドライブ（および同社より譲渡された設備で製造された東芝デバイス&ストレージ製のクライアント・コンシューマー用3.5インチドライブ）は系譜としてもIBM製ドライブの直系である（HGSTは旧IBMの事業主体を受け継いでおり、日立の看板でありながら実質IBMの製品であった）。

## 現在
2009年現在、IBMはIBM System Storageの一部としてストレージ装置を販売している。ただし内蔵するハードディスクドライブはIBM内部では製造していない。

## 参照
1. ↑  “CHM HDD Events: IBM 350 RAMAC”. 2009年5月22日閲覧。
2. ↑  “IBM Details Next Generation of Storage Innovation” (2006年9月6日). 2007年9月1日閲覧。
3. ↑  Preimesberger, Chris (2006年9月8日). “IBM Builds on 50 Years of Spinning Disk Storage”. eWeek.com 2007年9月1日閲覧。
4. ↑  IBM RAMAC promotional film
5. ↑  IBM 350 disk storage unit
6. ↑  Lee Gomes, "Talking Tech" The Wall Street Journal, August 22, 2006
7. ↑  MAGNETIC DISK HERITAGE CENTER - ウェイバックマシン（2010年12月20日アーカイブ分）
8. ↑  IBM Stretch (aka IBM 7030 Data Processing System)
9. ↑  IBM 355 disk storage unit
10. ↑  IBM 1405 disk storage
11. ↑  "IBM Customer Engineering Manual of Instruction 1405 Disk Storage"
12. ↑  IBM 1301 disk storage unit
13. 1 2  “Systems Reference Library”. 2011年3月15日時点のオリジナルよりアーカイブ。2017年8月6日閲覧。
14. 1 2  “IBM Archives: IBM 2305 fixed head storage”.   03.ibm.com. 2011年7月20日閲覧。
15. ↑  T. Beretvas, Performance tuning in OS/VS2 MVS, IBM SYST J., Vol. 17 No. 3, 1978, p. 290-313
16. ↑  “IBM Archives: IBM 1800 data acquisition and control system”.   03.ibm.com (1964年11月30日). 2011年7月20日閲覧。
17. ↑  “IBM 1130 Press Release”.   Ibm1130.net (1965年2月11日). 2011年7月20日閲覧。
18. 1 2 3  ibm1130.net
19. 1 2 3 4  Systems Reference Library
20. ↑  IBM 2314 direct access storage facility
21. ↑  IBM Archives - 2321 data cell drive
22. 1 2  IBM System Reference Library, IBM System/360 Component Descriptions, Form A26-5988
23. 1 2  IBM 3330 data storage
24. 1 2  P.HAYES, JOHN (1978,1979). Computer Architecture and Organization. p. 344. ISBN 0-07-027363-4
25. ↑  3330 3333 Update Announcement Disk Subsystem
26. ↑  IBM Virtual Machine Facility /370:Planning Guide
27. 1 2  “IBM 3340 direct access storage facility”.   IBM. 2009年1月21日閲覧。
28. ↑  IBM 3370 （英語）
29. ↑  IBM 3380 （英語）
30. ↑  IBM 3390 （英語）
31. ↑  “IBM Sawmill - CHM HDD Events”.   Chmhdd.wetpaint.com. 2011年7月20日閲覧。
32. ↑  9340 DASD SUBSYSTEM FAMILY OF PRODUCTS, IBM Service For Consultants Manual, Oct 1991, p. M9340
33. ↑  “IBM 9332 DASD startup and shutdown Video”.   Blingcheese.com. 2011年7月20日閲覧。
34. ↑  9335 Direct Access Storage Subsystem This HDD used in this subsystem was developed under the code name "Kestrel" at IBM Hursley, UK, and was an 850 MB HDD using three 14-inch disks with dual rotary actuators, each actuator accessing three surfaces with two heads per surface
35. ↑  “IBM 9370 INFORMATION SYSTEM OVERVIEW”.   01.ibm.com. 2011年7月20日閲覧。
36. 1 2  1993 Disk/Trend Report-Rigid Disk Drives, p. RESPEC-61
37. 1 2 3  History of Disk-File Development at Hursley and Millbrook, W.J.P. Case, IBM, October 17, 1990
38. ↑  “IBM Archives: IBM 3310 direct access storage”.   03.ibm.com. 2015年5月9日閲覧。
39. 1 2 3 4  “IBM Archives: Rochester chronology - page 4”.   03.ibm.com. 2015年5月9日閲覧。
40. ↑  http://ed-thelen.org/comp-hist/IBM-ProdAnn/5362.pdf 5362 System Unit
41. ↑  1986 Disk/Trend Report — Rigid Disk Drives
42. ↑  1988 Disk/Trend Report — Rigid Disk Drives
43. 1 2 3 4  1991 Disk/Trend Report — Rigid Disk Drives
44. ↑  IBM （英語）
45. ↑  Western Digital Unveils New Addition: 8TB Ultrastar® DC HC320 - Western Digital Corporate Blog Western Digital 2018年3月15日
46. ↑  Deskstar 7K2000[リンク切れ]